# 广西大头茶
广西大头茶（学名：Gordonia kwangsiensis），为山茶科大头茶属下的一个植物种。